# (466521) 2014 QR373
(466521) 2014 QR373 es un asteroide perteneciente al cinturón de asteroides, descubierto el 28 de febrero de 2008 por el equipo Spacewatch desde el Observatorio Nacional de Kitt Peak (Arizona, Estados Unidos).